# Twinings
Twinings är ett brittiskt företag som säljer te. Det grundades 1706 av Thomas Twining (1675–1741) i London. Familjen Twining är fortfarande verksam inom företaget, men företaget ägs sedan 1964 av Associated British Foods. Stephen Twining, som idag representerar familjen och företaget, är den tionde generationen av familjen Twining.

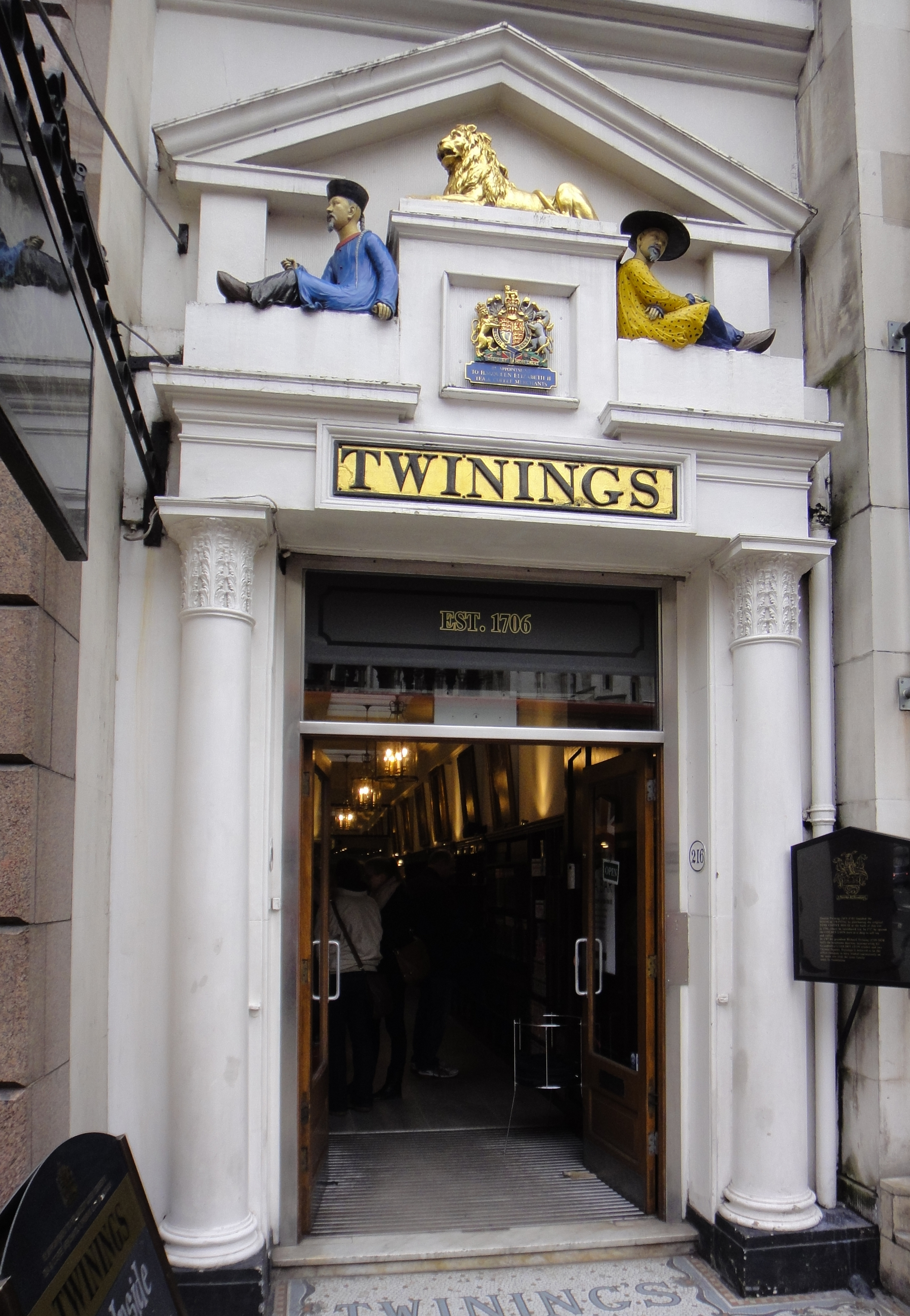
Twinings butik på gatan Strand i London.
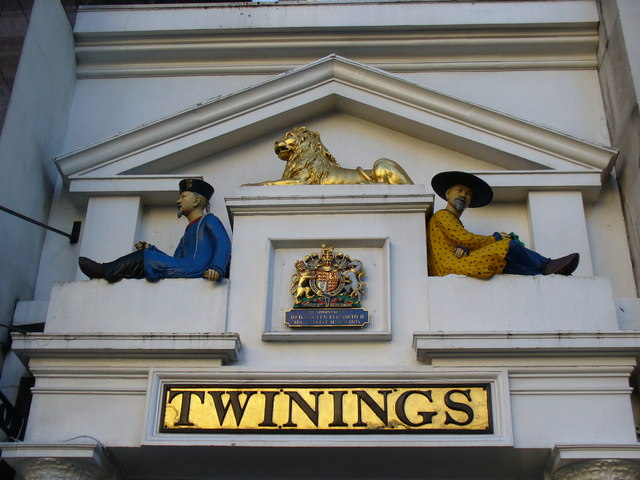
Pediment ovanför ingången till butiken.
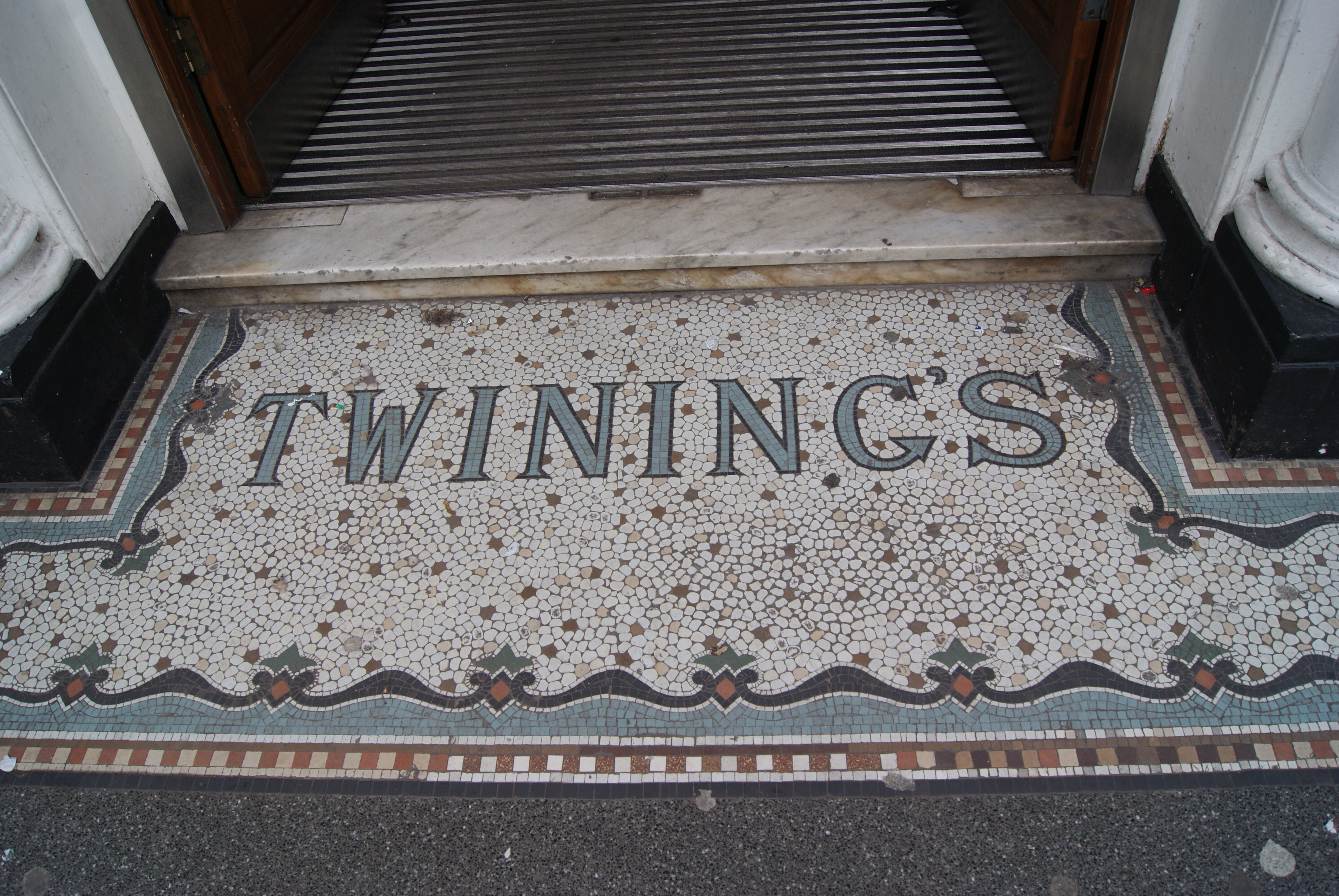
Mosaik vid ingången till butiken.
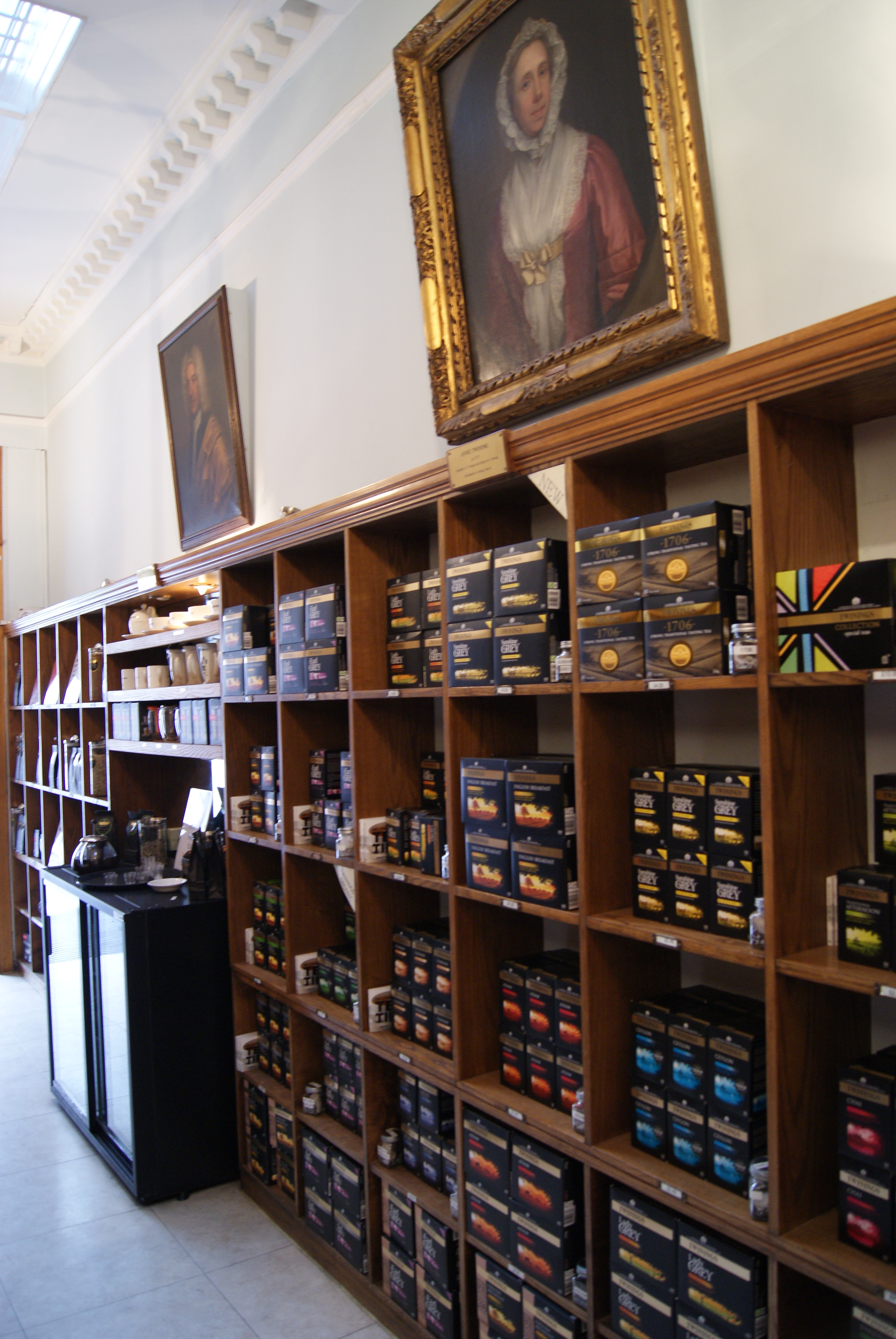
Interiör i butiken (2012).